# Martin Klein (Schauspieler)
Martin Klein (27. März 1864 in Szerred – 3. November 1924 in Berlin) war ein österreich-ungarischer Opernsänger (Tenor), Geiger, Unterhaltungskünstler, Theaterschauspieler, Theaterleiter und Theaterregisseur.

## Leben
Martin Klein, Sohn eines Weingroßhändlers, widmete sich von frühester Kindheit an dem Gesang, besuchte aber auch das Wiener Konservatorium, wo er Violine studierte. Sein erstes Engagement fand er in Wiener Neustadt, kam dann nach Landshut, Posen, ans Deutsche Theater in Pest, Karlsbad, Breslau, Halle, ans Deutsche Volkstheater nach Wien, Danzig, Köln, Stuttgart (Hoftheater), ans Münchener Hoftheater, leitete vier Jahren in der Sommerspielzeit das Hoftheater in Baden-Baden und wirkte auch als Direktor des Friedrichsbautheaters und des königlichen Wilhelmatheaters in Stuttgart.
Klein begann eigentlich seine Laufbahn als Gesangskomiker, war aber auch vielfach im Schau-, Lustspiel und Volksstück tätig, versuchte es auch erfolgreich, die Nachfolgerschaft Alexander Girardis am Theater an der Wien anzutreten und galt immer als ein sehr gewandter Darsteller und Sänger.

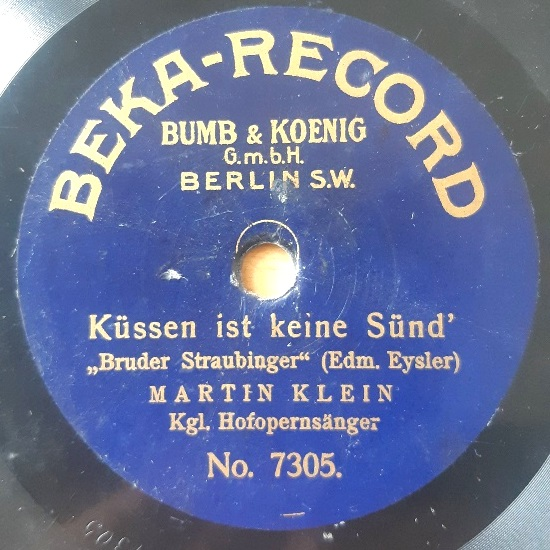
Schallplatte von Martin Klein (Berlin 1904)

In den letzten Jahren vollführte er sogar den Übertritt von der Operette zur Oper, und waren es Tenorbuffopartien, die er selbst am Hoftheater in München zur Geltung brachte. „Mime“ und „Beckmesser“ wurden als ganz nennenswerte Leistungen des Künstlers bezeichnet. In der ersterwähnten Partie errang er auch 1902 anlässlich der Wagner-Aufführung an der Kaiserlichen Oper in Moskau glänzenden Erfolg. Im selben Jahr wurde er als Oberregisseur und Darsteller an das Gärtnerplatztheater in München verpflichtet.
1903 bis 1904 arbeitete er am Centraltheater Berlin, bis 1907 trat er als Sänger auf. Von 1907 bis 1912 leitete er das Theater von Czernowitz und von 1912 bis 1921 das Luisentheater in Königsberg.

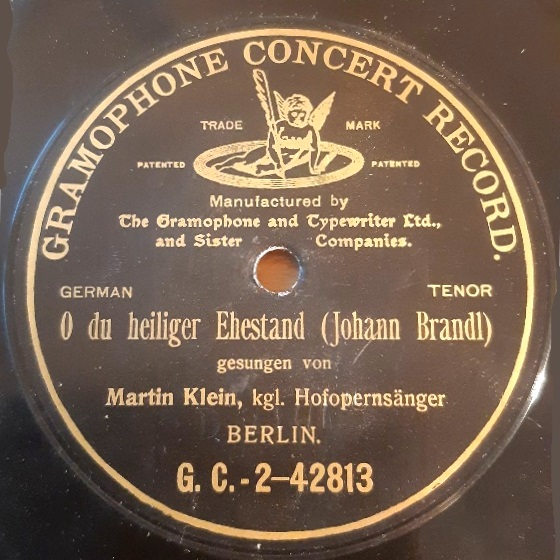
Schallplatte von Martin Klein (Berlin 1904)

Von Martin Klein existieren wenige äußerst seltene Schallplatten auf G&T und Beka (beide Berlin 1904), wo er überwiegend Szenen aus Operetten und Couplets singt, aber auch den Mime in Wagners "Siegfried".